# Karel Cop
Karel Cop (14. září 1930 Praha – 16. listopadu 2002 Praha) byl český filmový scenárista a dramaturg. Působil ve Filmových ateliérech Barrandov, kde v sedmdesátých letech 20. století založil scenáristické oddělení, do něhož přijímal mladé absolventy Filmová a televizní fakulta Akademie múzických umění (FAMU). Pro psaní scénářů našel například dvojici Zdeněk Svěrák a Ladislav Smoljak. Po odchodu do důchodu byl v kinematografii činný i nadále. Spolupracoval s odbornými časopisy a překládal z angličtiny.

## Dílo
Výběr z díla:
- 105 procent alibi
- Kde alibi nestačí
- Případ mrtvých spolužáků
- Muž, po kterém jdou (1963) rozhlasová dramatizace, režie Jiří Horčička[3]
- Město nic neví
- Mach, Šebestová a kouzelné sluchátko